# Sergachsky Uyezd
Sergachsky Uyezd (Сергачский уезд) foi uma das subdivisões do governadorato de Nizhny Novgorod do Império Russo. Situava-se na parte sudeste da governadoria. O seu centro administrativo era Sergach.

## Demografia
Na época do Censo do Império Russo de 1897, Sergachsky Uyezd tinha uma população de 159.117. Destes, 73,8% falavam russo, 17,1% Tatar e 8,9% Mordvin como língua nativa.